# Wiesław Bober
Wiesław Bober (ur. 27 marca 1957 w Lubsku) – polski reżyser, scenarzysta, grafik, malarz, autor projektów i oprawy plastycznej, głównie filmów animowanych. Jest jednym z przedstawicieli nurtu eksperymentalnego w polskim filmie animowanym. Przez 17 lat związany był z Telewizyjnym Studiem Filmów Animowanych w Poznaniu. Debiutował w 1983 roku pierwszym dyplomem filmowym w Pracowni Animacji, której był współinicjatorem w Państwowej Wyższej Szkole Sztuk Plastycznych w Poznaniu. W latach 1991–2000 był prezydentem Fundacji Pomocy Dzieciom Niewidomym. Od 1997 prowadzi niezależną działalność artystyczną.

## Charakterystyka dorobku
W latach 1978–1983 studiował w Państwowej Wyższej Szkole Sztuk Plastycznych w Poznaniu na Wydziale Malarstwa, Grafiki i Rzeźby, oraz dodatkowo w zakresie filmu animowanego. Po uzyskaniu dyplomu filmowego pracował w Telewizyjnym Studio Filmów Animowanych w Poznaniu, w którym zrealizował kilkanaście filmów dla dzieci i dorosłych w technikach nie konwencjonalnych, kombinowanych. Po warsztatach animacji komputerowej "Digital Creativity", organizowanych przez niemiecką firmę Computer Motion Pictures gmbh & co. kg. realizował czołówki animowane dla TV VOX. Swoją pracę kreacyjną animacji 2D i 3D kontynuował, jako dyrektor artystyczny w agencji reklamowej.
Jest filantropem na rzecz dzieci niewidomych w założonej z własnej inicjatywy fundacji, był autorem pierwszej w Wielkopolsce pracowni komputerowej dla niepełnosprawnych wzrokowo.
W 1997 roku założył własne profesjonalne studio: "Animarts", a kilka lat później: "WB ART." Studio Sztuk Plastycznych i Filmowych, w którym poza realizowaniem filmów, wykonywał prace zlecone np. kopie malarskie dzieł, a także w zakresie grafiki reklamowej i sztuki użytkowej. W okresie 2000–2015 zrealizował poza kinematografią 34 filmy dokumentalne w zapisie elektronicznym i 7 filmów animowanych.

## Filmografia

### Filmy animowane
Telewizyjne Studio Filmów Animowanych w Poznaniu:
- 1995 – JESIEŃ Scenariusz, Reżyseria, Opracowanie plastyczne, Animacja,
- 1993 – LATO Scenariusz, Opracowanie plastyczne, Animacja,
- 1992 – SROKA PIRATKA w serii: BAJKI ZZA OKNA (Reż. Ryszard Antoniszczak) Asystent reżysera, Animacja
- 1991 – SONATA F-DUR KV 280. ADAGIO Scenariusz, Reżyseria, Animacja
- 1991 – WIOSNA Scenariusz, Reżyseria, Animacja
- 1990 – ZIMA Scenariusz, Reżyseria, Animacja
- 1989 – OGNISKO w serii: FELEK TRĄBKA Scenariusz, Reżyseria, Animacja, Opracowanie plastyczne,
- 1988 – Czołówka programu PTV „Teleskop” Scenariusz, Reżyseria, Plastyka, Animacja, muzyka: Jan AP Kaczmarek
- 1987 – RAKIETOŻERNA ORCHIDEA w serii: S.O.S. DLA KOSMOSU Reżyseria, Animacja, Opracowanie plastyczne,
- 1986 – KRÓL KRUKÓW Scenariusz, Reżyseria, Opracowanie plastyczne, Animacja,
- 1983 – OKNO Scenariusz, Reżyseria, Opracowanie plastyczne, Animacja,